# Eric Fisher
Pour les articles homonymes, voir Fisher.
(en) Statistiques sur pro-football-reference
Eric Fisher, né le 5 janvier 1991 à Rochester dans le Michigan, est un joueur américain de football américain évoluant au poste d'offensive tackle.

## Biographie

### Carrière universitaire
Il a étudié à l'université de Central Michigan et a joué pour l'équipe des Chippewas.

### Carrière professionnelle

#### Chiefs de Kansas City
Il est sélectionné à la 1re place de la Draft 2013 par les Chiefs de Kansas City et devient le deuxième joueur de Central Michigan à être sélectionné au premier tour d'une draft NFL, après Joe Staley. Il joue 14 matchs durant sa première saison, dont 13 en tant que titulaire.
Après avoir passé sa première saison comme tackle droit, il est déplacé au côté gauche de la ligne offensive des Chiefs à la suite du départ de Branden Albert.
En juillet 2016, avec deux années restantes à son premier contrat, il signe une nouvelle entente avec les Chiefs pour 4 saisons supplémentaires et un montant de 48 millions de dollars.
Il remporte avec les Chiefs le Super Bowl LIV après avoir vaincu les 49ers de San Francisco.
Il est libéré de son contrat avec les Chiefs en mars 2021.

#### Colts d'Indianapolis
Le 12 mai 2021, il signe un contrat d'un an et d'un montant de 8,38 millions de dollars avec les Colts d'Indianapolis.